# Salamá (Olancho)
Salamá é uma cidade hondurenha do departamento de Olancho.